# Dealu Geoagiului, Alba
Dealu Geoagiului (în maghiară Felhavasgyogy) este un sat în comuna Întregalde din județul Alba, Transilvania, România.

## Lăcașuri de cult
- Biserica din lemn „Sfinții Arhangheli Mihail și Gavriil", construită în 1742 (monument istoric).

## Galerie de imagini

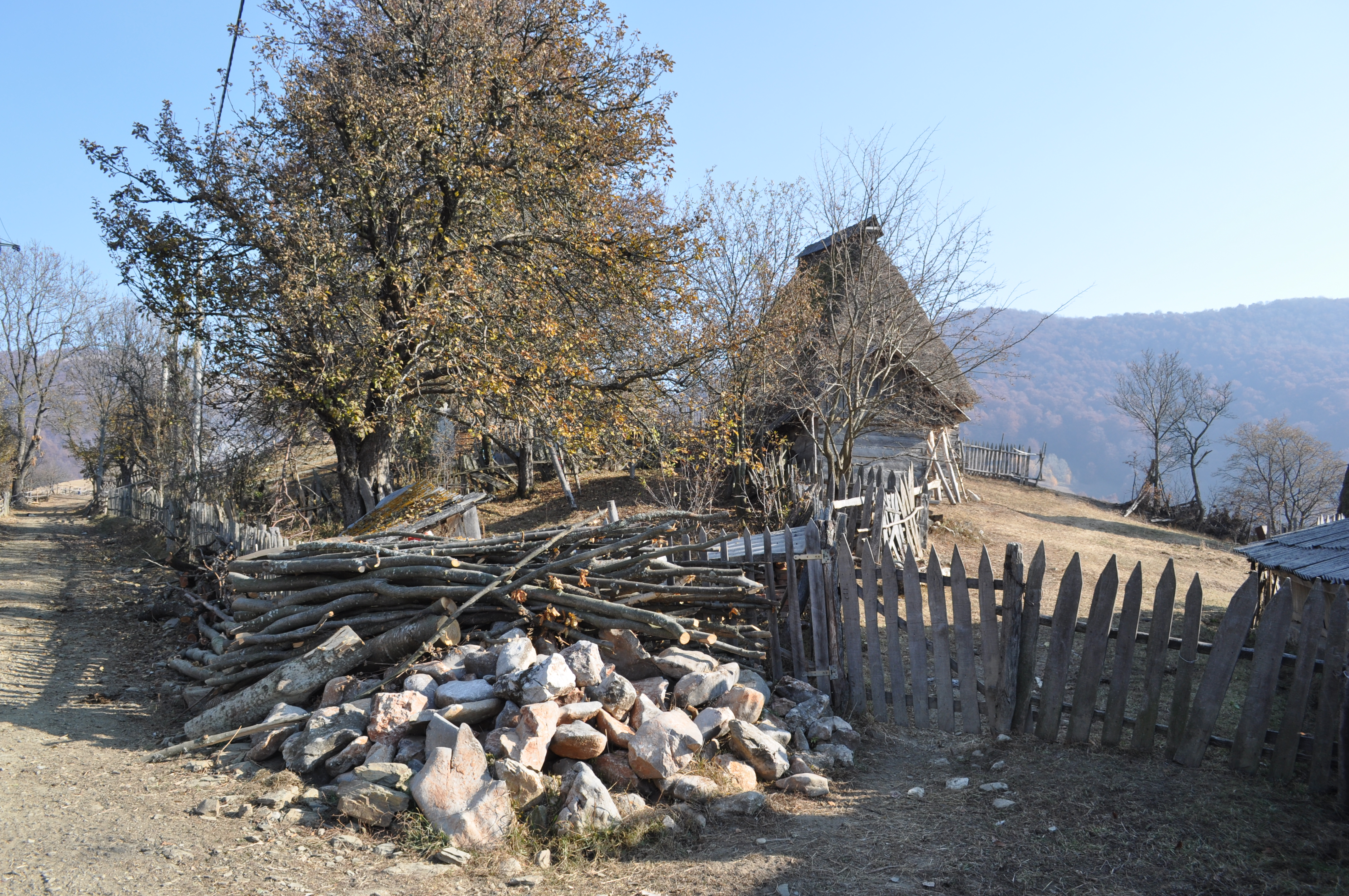
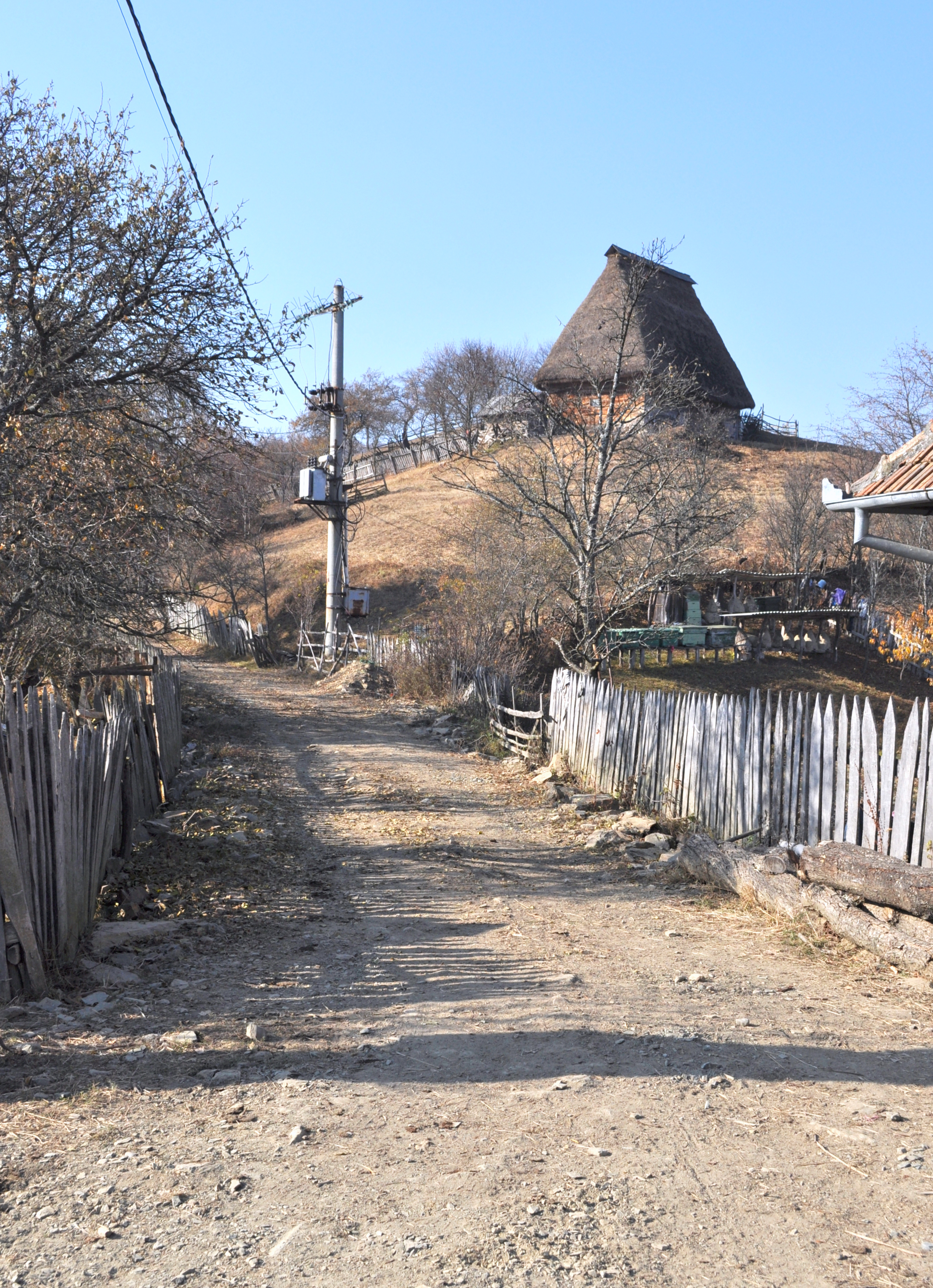
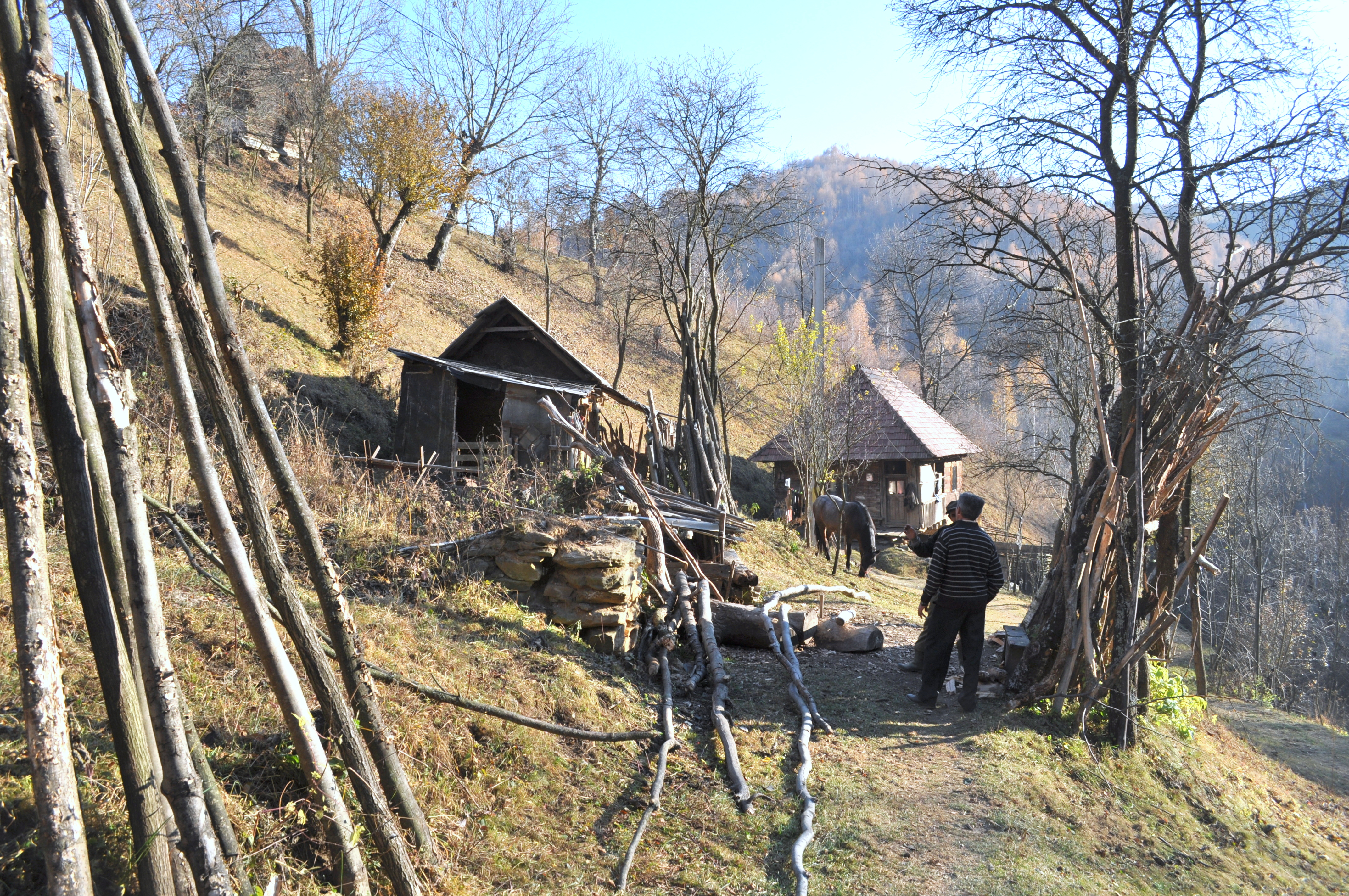
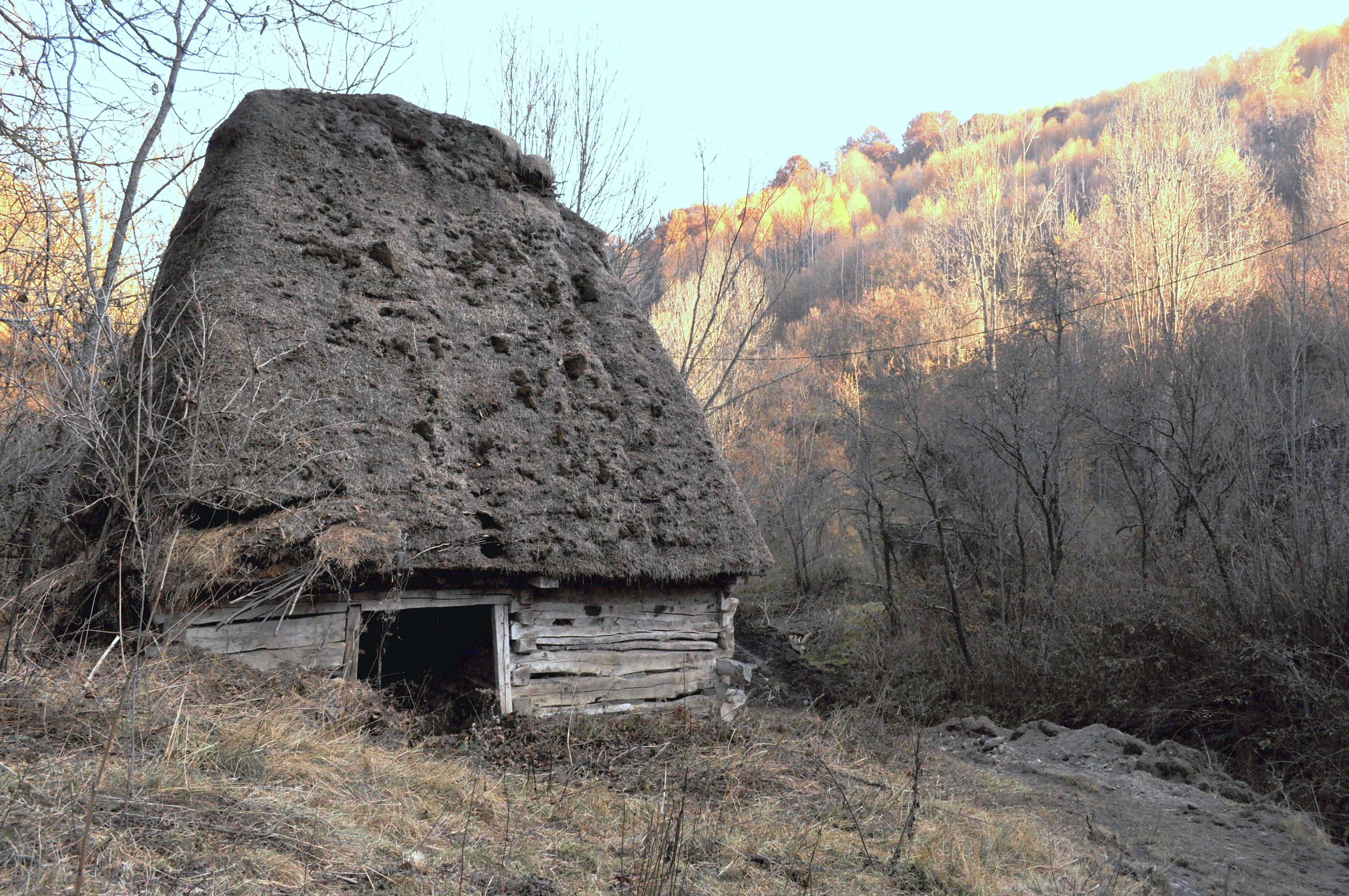
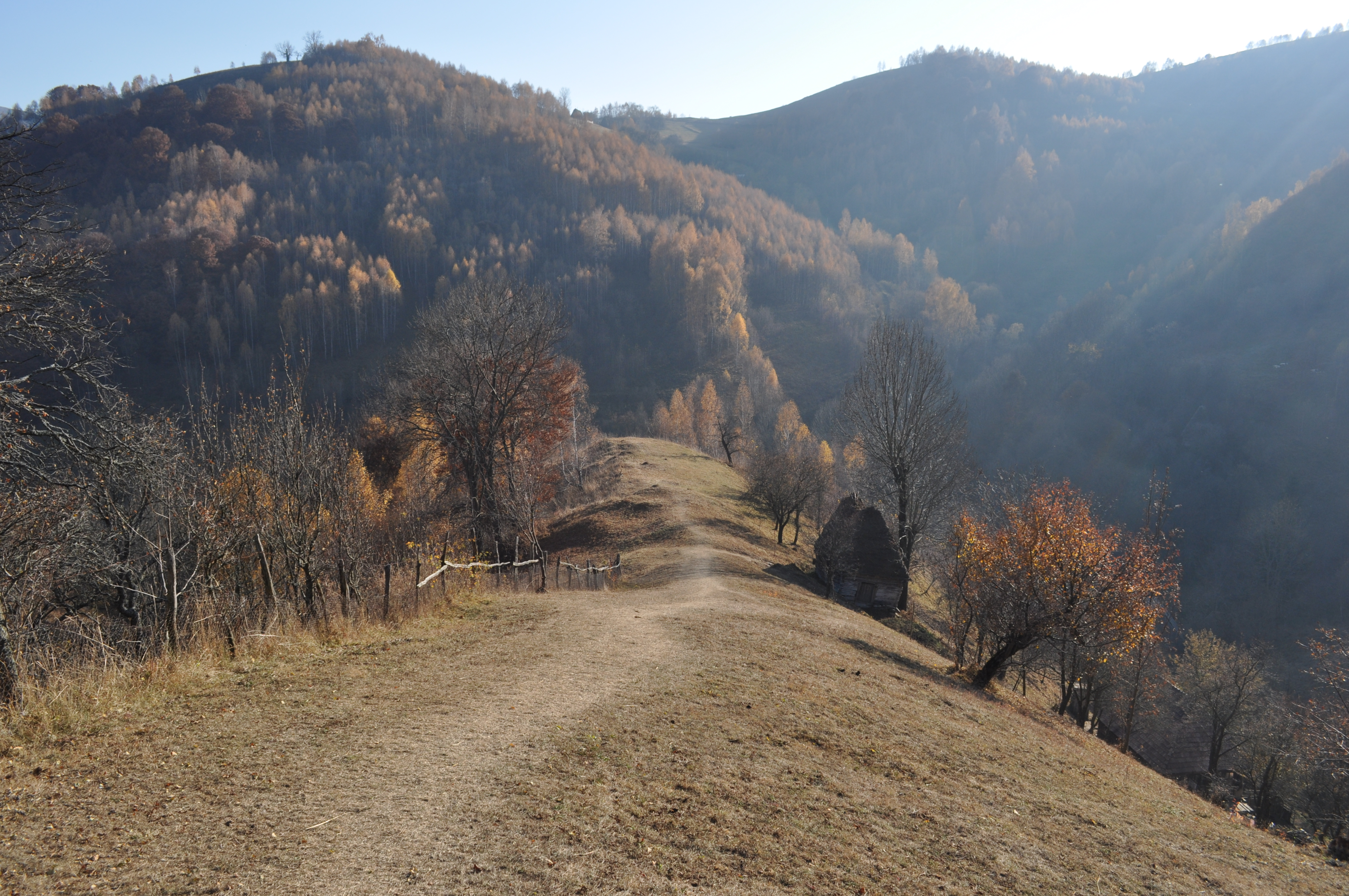
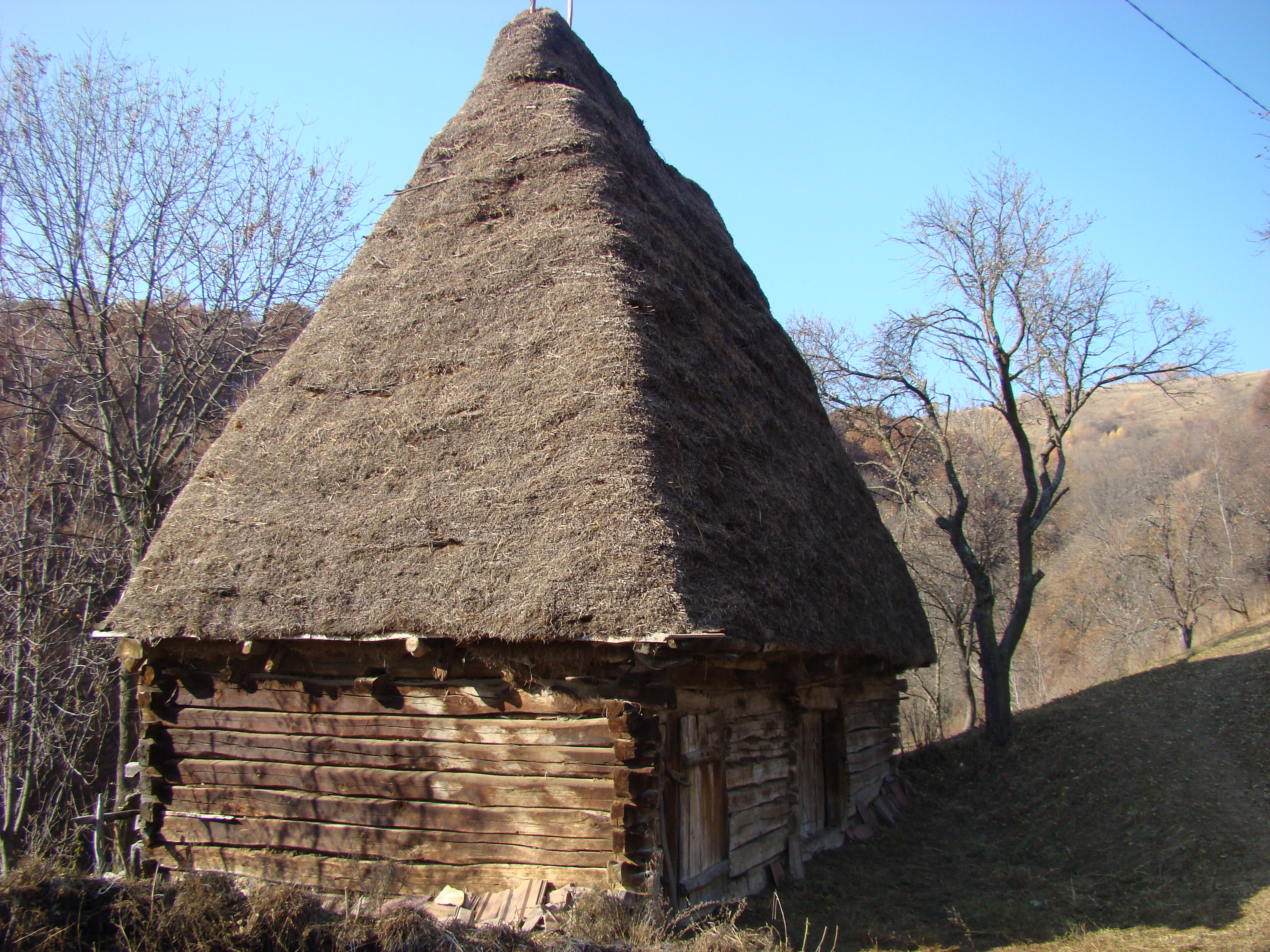
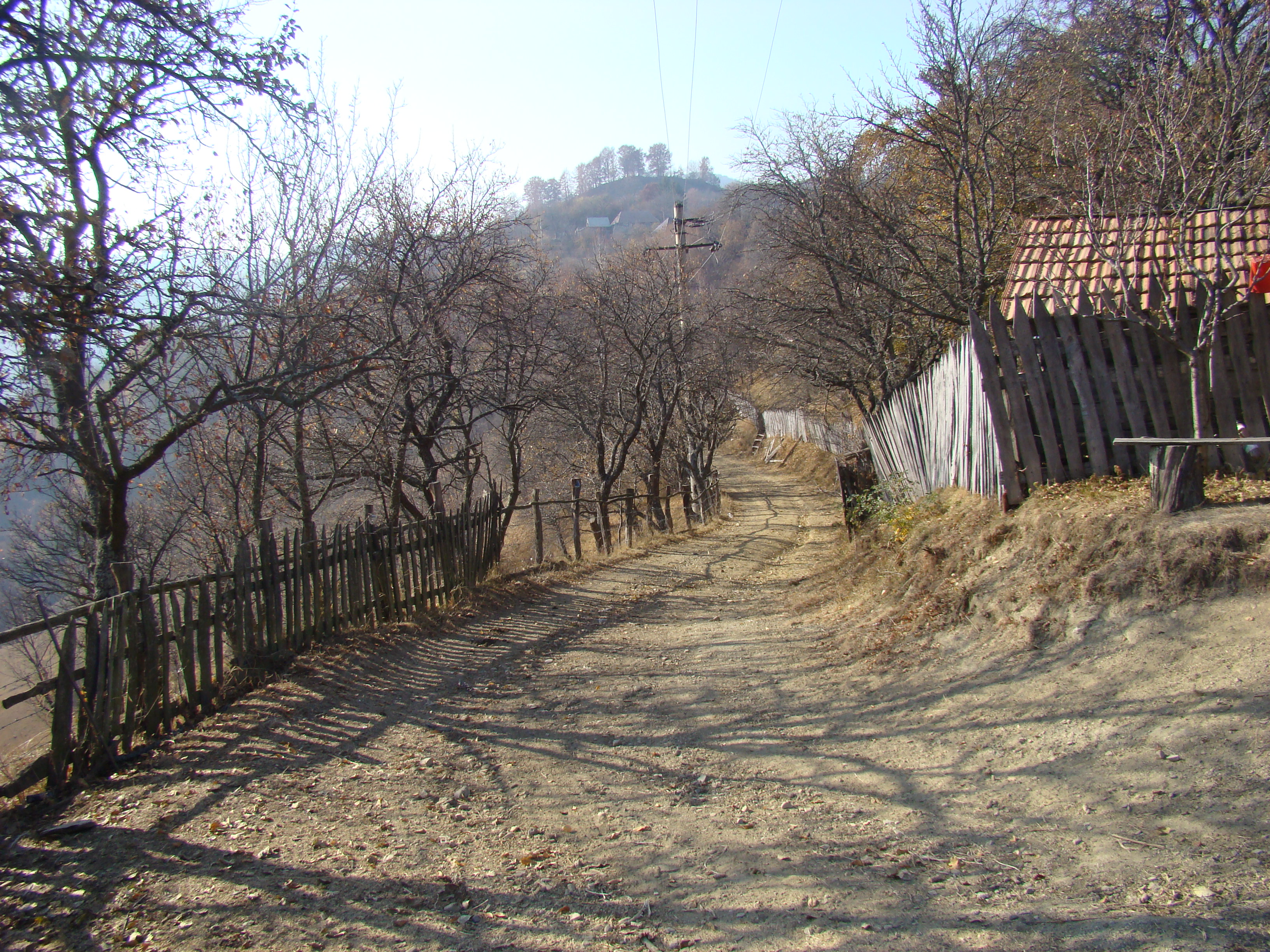
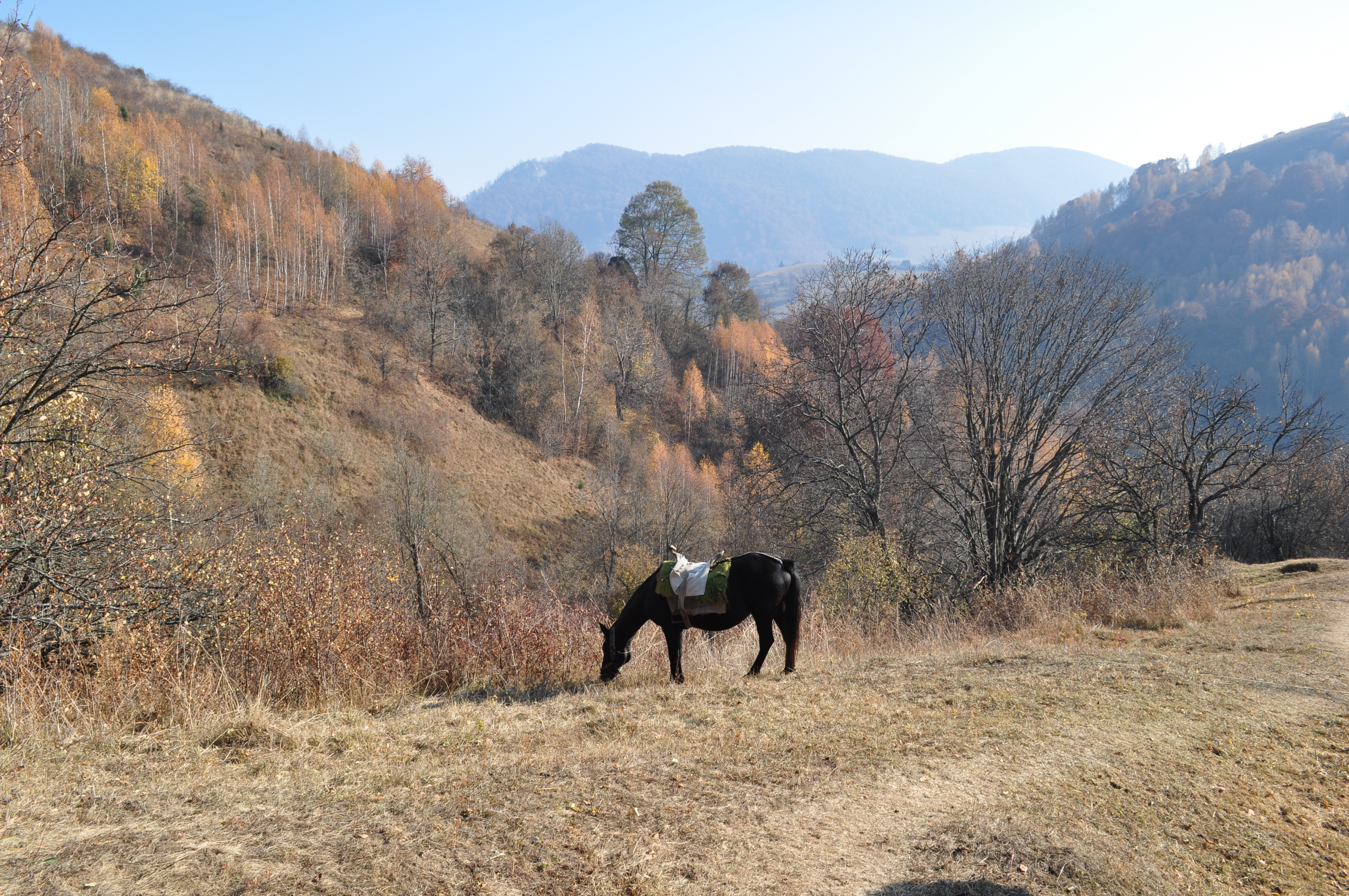

Acest articol despre o localitate din județul Alba este deocamdată un ciot. Puteți ajuta Wikipedia prin completarea lui.